# José Villar Gómez
José Villar Gómez (Montevideo, 14 de abril de 1924-17 de septiembre de 2014) fue un empresario y político uruguayo perteneciente al Partido Colorado.

## Biografía
Industrial panadero, fue uno de los accionistas de la fábrica de productos panificados El Maestro Cubano. Presidió la Cámara de Industrias del Uruguay y la Liga de Defensa Comercial. 
Militante del Partido Colorado, sector Unión Colorada y Batllista. En 1987 el presidente Julio María Sanguinetti lo convocó para ocupar el Ministerio de Turismo. Permaneció al frente del mismo hasta el final del mandato de Sanguinetti y durante casi toda la presidencia del nacionalista Luis Alberto Lacalle. Posteriormente, se alejó de la actividad política pública, si bien continuó próximo a Óscar Magurno.
Integró el Consejo Directivo de la Asociación Española Primera de Socorros Mutuos.